# Legio II Flavia Constantia
La Legio II Flavia Constantia ("di Flavio Costanzo") fu legione romana creata da Diocleziano, probabilmente nel 296 o 297. Più tardi, in seguito alla riforma costantiniana dell'esercito romano divenne una legio comitatensis.

## Storia
La II Flavia Constatia fu formata assieme alla I Maximiana per difendere la provincia della Thebaidos, appena creata nella divisione dell'Aegyptus. Il nome della legione è associata a Costanzo Cloro (Flavio Costanzo), uno dei due cesari previsti dal sistema della tetrarchia. La II Flavia Constantia rimase a Cusas fino all'epoca della stesura della Notitia dignitatum.
La Notitia elenca tra le truppe del comitatus del magister militum per Orientem una II Flavia Constantia Thebaeorum: questa unità era stata certamente ottenuta distaccando alcune truppe dalla II Flavia Constantia negli anni compresi tra il 325 ed il 350. La creazione della nuova unità potrebbe essere ricondotta all'imperatore Teodosio I e alla sua politica di inserire alcune popolazioni barbare all'interno dell'organico dell'esercito romano: le truppe barbare sarebbero state mischiate ad altre prelevate dalla legione egiziana, e inviate a presidiare la Macedonia, ponendo il proprio comando a Tessalonica.